# Nazas Színház
A Nazas Színház (spanyolul: Teatro Nazas) a mexikói Torreón egyik színháza. Nevét a város folyójáról, a Nazasról kapta.

## Története
A Nazas Színház elődje, a Cine Nazas (Nazas Mozi) 1952. november 29-én nyitotta meg kapuit ugyanazon a helyen, ahol ma a színház áll. Ez a mozi az 1980-as évekig működött, majd bezárt, de 2003-ban Coahuila állam Enrique Martínez y Martínez vezette kormánya létrehozott egy támogatói szervezetet, amelynek célja az volt, hogy a régi mozit modern kulturális központtá alakítsák. Az új épületet 2004. december 2-án avatták fel, a nyitóelőadáson a híres Les Ballets de Monte Carlo tánccsoport lépett fel.

## Az épület
Az ország legmodernebb színházai közé tartozó épületben 1445 ülőhely található, de ez a szám, ha az előadás valamiért megköveteli, akár a felére is csökkenthető. Széles színpaddal, zenekari árokkal, modern öltözőkkel, világítástechnikával és jó akusztikával rendelkezik. Art déco stílusú előcsarnokát, ahol művészeti kiállításokat éppúgy rendeznek, mint például könyvbemutatókat és céges eseményeket, Octavio Ríos festőművész Riqueza algodonera (körülbelüli jelentése: „a gyapot(termesztés) gazdagsága”) című falképe díszíti, témája arra utal, hogy Torreón a múltban gazdagságát a gyapottermesztésnek köszönhette.